# Division côtière (Syrie)
Ne doit pas être confondu avec Division côtière (Levant).
La division côtière est une division de défense côtière de l'armée syrienne depuis le 29 janvier 2025, formée en tant que groupe rebelle le 11 novembre 2019 au sein du Front national de libération (NLF), à la suite de la fusion de la 1re et de la 2e division côtière.

## Histoire

### De 2014 à 2024
Le 22 octobre 2014, la 1re division côtière voit le jour, issue de la fusion de plusieurs groupes rebelles de la guerre civile syrienne, dont le plus important est le Liwa al-Aadiyat, né après la dissolution de la Brigade Ahfad al-Rassoul, les autres étant la 1re Brigade, 3e Brigade, la Brigade Al-Asifa Brigade et la Brigade Al-Naser,. L'année suivante, la 2e division côtière est créée, quant à elle constituée de Turkmènes de Syrie, par la fusion de plusieurs groupes rebelles, dont la Brigade Yaldram Bayazid, la Brigade du Sultan Abd al-Hamid et les 1re et 4e Brigades Mourad,.
Les deux groupes rebelles sont alors affiliés à l'Armée syrienne libre,,,,. Durant la guerre civile syrienne, ils étaient alors soutenus par la Turquie, l'Arabie Saoudite, le Qatar et les États-Unis,,.
Le 28 mai 2018, la 1re division côtière et la 2e division côtière intègrent avec dix autres groupes rebelles du nord-ouest de la Syrie le Front national de libération (NLF).
Le 11 novembre 2023, le Front national de libération (NLF) annonce la fusion de la 1re division côtière et de la 2e division côtière au sein d'une unique division côtière.

### Depuis 2024
Lors de la Conférence de la victoire de la révolution syrienne du 29 janvier 2025, la plupart des groupes rebelles de l'opposition syrienne, y compris l'Armée nationale syrienne (SNA) et Hayat Tahrir al-Cham (HTC) et leurs composantes respectives, annoncent leur dissolution et leurs incorporation dans le ministère de la Défense nouvellement formé, au sein de la nouvelle armée syrienne.